# Andrei Apollon Katkoff
Andrei (Apollon) Katkoff (in russo Аполлон Владимирович Катков?, Apollon Vladmirovič Katkov; Irkutsk, 26 ottobre 1916 – Anzio, 18 settembre 1995) è stato un vescovo cattolico russo naturalizzato britannico della Chiesa greco-cattolica russa.

## Biografia
Andrei Katkoff nacque a Irkutsk il 26 ottobre 1916 e venne battezzato nella Chiesa ortodossa russa con il nome di Apollon. Nel 1920 la famiglia Katkov si trasferì in Manciuria.

### Formazione e ministero sacerdotale
Dal 1929 al 1937 studiò presso il liceo "San Nicola" di Harbin, istituto appartenente all'esarcato apostolico di Harbin. Al momento del diploma venne premiato con una medaglia d'oro in quanto si distinse per il carattere cortese e calmo. Passava il suo tempo libero leggendo e suonando il mandolino. Era anche l'alfiere dello stendardo liceale.
Dopo il diploma si convertì al cattolicesimo e decise di entrare come novizio nella Congregazione dei chierici mariani. Il suo mentore fu il bielorusso padre Tama Padziava. Oltre a studiare, Apollon si occupava del giardino del convento. Il 4 dicembre 1938 professò i voti temporanei e prese il nome di Andrei. Nel 1939 si trasferì a Roma per continuare gli studi e si iscrisse alla Facoltà di filosofia del Pontificio istituto internazionale Angelicum.
Nel 1941 a Roma professò i voti perpetui e il 30 luglio 1944 fu ordinato presbitero dal vescovo Aleksandr Evreinov. Nel 1945 conseguì il dottorato in filosofia e in seguito si laureò presso il Pontificio istituto orientale. Nel periodo di studi risiedette nel Collegium Russicum. Completati gli studi venne inviato a operare nei campi profughi e assistette i russi minacciati di estradizione forzata verso l'Unione Sovietica. Fece per questo trasferire molti bambini a Roma e inviò denaro a Harbin.
Nel 1950 venne trasferito in Inghilterra e l'anno successivo in Australia, dove, insieme all'archimandrita George Brianchaninov fondò a Melbourne il Centro missionario per cattolici di rito orientale. In Australia si era infatti formata una nutrita comunità di cattolici russi immigrati dalla Cina.

### Ministero episcopale
Il 14 novembre 1958 papa Giovanni XXIII lo nominò vescovo titolare di Nauplia e visitatore apostolico per i fedeli della Chiesa greco-cattolica russa della diaspora. Ricevette l'ordinazione episcopale il 21 dicembre successivo dall'arcieparca titolare di Pario Aleksandr Evreinov, co-consacranti il visitatore apostolico per i fedeli ucraini in Europa occidentale Ivan Bučko e l'eparca titolare di Eracleopoli Maggiore Paolo Meletijew. Nel settembre dell'anno successivo visitò Melbourne e Sydney e nello stesso anno consacrò la chiesa della Presentazione al Tempio della Beata Vergine a Montréal, in Canada. Nel 1960 venne nominato membro della Congregazione per le Chiese orientali e visitatore apostolico dei greco-cattolici in Grecia, incarico che mantenne fino al 1984. Continuò a vivere a Roma, da dove continuò ad aiutare gli immigranti russi, che arrivano spesso da Harbin. Partecipò a tutte le sessione del Concilio Vaticano II. Nel 1964 visitò l'Australia e incontrò molti suoi compagni di classe del liceo e molti amici che contribuì a trasferire in Australia.
Nell'agosto del 1969 monsignor Katkov, su invito del metropolita Nicodemo, visitò Mosca e altre città della Russia e dell'Ucraina. Atterrò a Omsk e si incontrò con il vescovo ortodosso locale Nicholas Kutepov. In seguito si recò a Irkutsk, dove nacque e visse con i genitori prima di emigrare in Cina. Durante questa visita in Russia partecipò a una divina liturgia dove venne accolto con favore dai vescovi, dagli abati, dai preti e dai fedeli che gli chiesero di impartire una benedizione. I vescovi gli baciarono la mano con rispetto. Visitò il monastero delle grotte di Pskov. Si recò poi a pregare al santuario di San Sergio e a Odessa incontrò il patriarca Alessio I che gli donò un rosario e una panagia. Poco dopo, il 16 dicembre 1969, l'allora metropolita di Tallinn Aleksej Ridiger, in qualità di presidente del Dipartimento per le relazioni ecclesiastiche esterne del Patriarcato di Mosca, annunciò al Santo Sinodo la decisione della Chiesa ortodossa russa di ammettere i cattolici a ricevere l'eucaristia nelle chiese ortodosse russe.
Dal 1971 al 1984 fu membro del Segretariato per la promozione dell'unità dei cristiani. Nel 1972 compì una visita pastorale in America meridionale. In Argentina visitò la parrocchia dei Santi Pietro e Paolo a Goumes e quella della Trasfigurazione a Los Cardales. In Brasile visitò la chiesa dell'Annunciazione a San Paolo e incontrò l'arcivescovo ortodosso Seraphim Svezhevsky.
Il 21 luglio 1970 in occasione della festa della Madonna di Kazan', secondo il calendario giuliano, presiedette una solenne processione per il trasferimento di una copia dell'immagine miracolosa dell'icona della Madonna di Kazan' in una cappella bizantina appositamente costruita a Fatima, in Portogallo. Il 26 luglio 1970 consacrò il nuovo edificio. L'immagine della Madonna venne poi venduta all'asta e il denaro ricavato venne devoluto all'organizzazione cattolica internazionale "Blue Army".
Nel 1977 papa Paolo VI accettò le sue dimissioni dall'incarico per motivi di salute. Gli immigrati russi che vivevano in Italia lo invitarono spesso a casa loro. Negli ultimi anni della sua vita risiedette a Roma, nella casa generalizia del suo ordine in Via Corsica 1.
Morì ad Anzio il 18 settembre 1995 all'età di 78 anni. La divina liturgia di esequie si tenne il 20 settembre nella chiesa di Sant'Antonio ad Anzio e fu presieduta dall'arcivescovo Myroslav Marusyn alla presenza del cardinale Achille Silvestrini. La salma venne poi tumulata nella tomba del suo ordine al cimitero del Verano.

## Genealogia episcopale
La genealogia episcopale è:
- Arcivescovo Michal Rahoza
- Arcivescovo Hipacy Pociej
- Arcivescovo Iosif Rucki
- Arcivescovo Antin Selava
- Arcivescovo Havryil Kolenda
- Arcivescovo Kyprian Žochovs'kyj
- Arcivescovo Lev Zaleski
- Arcivescovo Jurij Vynnyc'kyj
- Arcivescovo Luka Lev Kiszka
- Vescovo György Bizánczy
- Vescovo Inocențiu Micu-Klein, O.S.B.M.
- Vescovo Mihály Emánuel Olsavszky, O.S.B.M.
- Vescovo Vasilije Božičković, O.S.B.M.
- Vescovo Grigore Maior, O.S.B.M.
- Vescovo Ioan Bob
- Vescovo Samuel Vulcan
- Vescovo Ioan Lemeni
- Arcivescovo Spyrydon Lytvynovyč
- Arcivescovo Josyf Sembratowicz
- Cardinale Sylwester Sembratowicz
- Arcivescovo Julian Kuiłovskyi
- Arcivescovo Andrej Szeptycki, O.S.B.M.
- Vescovo Hryhoryj Chomyšyn
- Vescovo Mykola Čarnec'kyj, C.SS.R.
- Arcivescovo Aleksandr Evreinov
- Vescovo Andrei Apollon Katkoff, M.I.C.